# Maya (Mutter Buddhas)

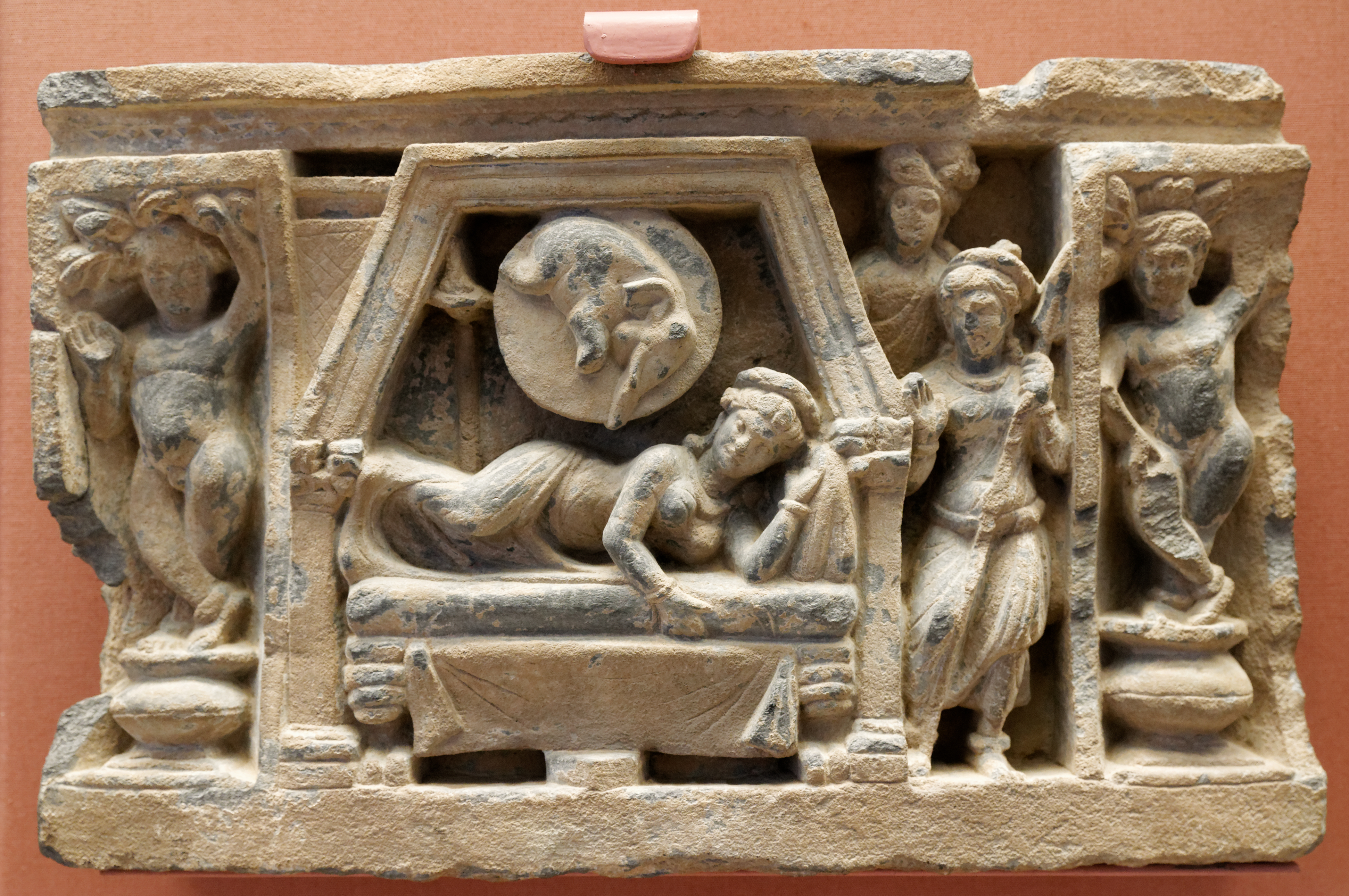
Empfängnis Buddhas (Relief aus Gandhara, 2./3. Jh. n. Chr.)

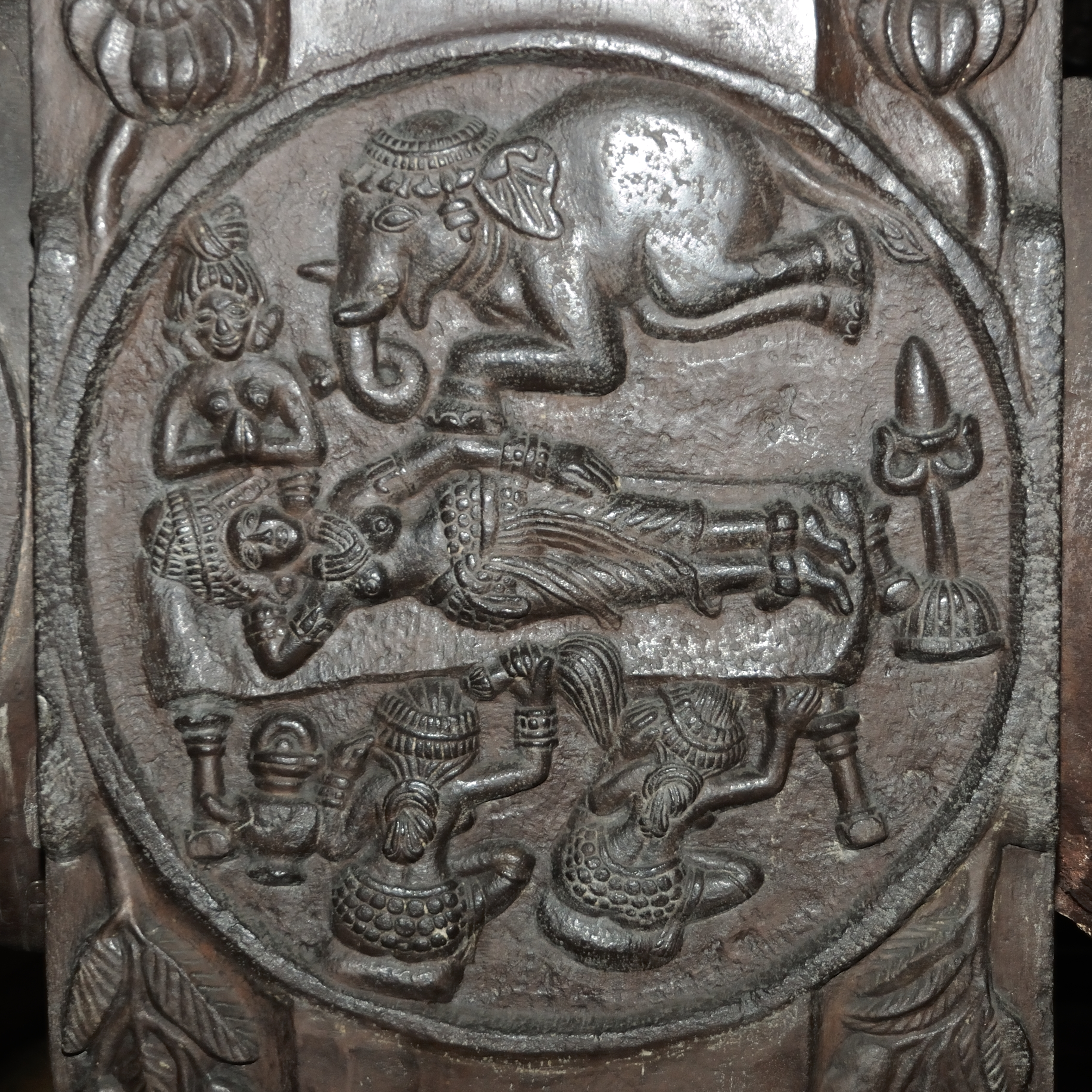
Empfängnis Buddhas (Relief vom Steinzaun (vedika) des Bharhut-Stupa, 1. Jh. v. Chr.)

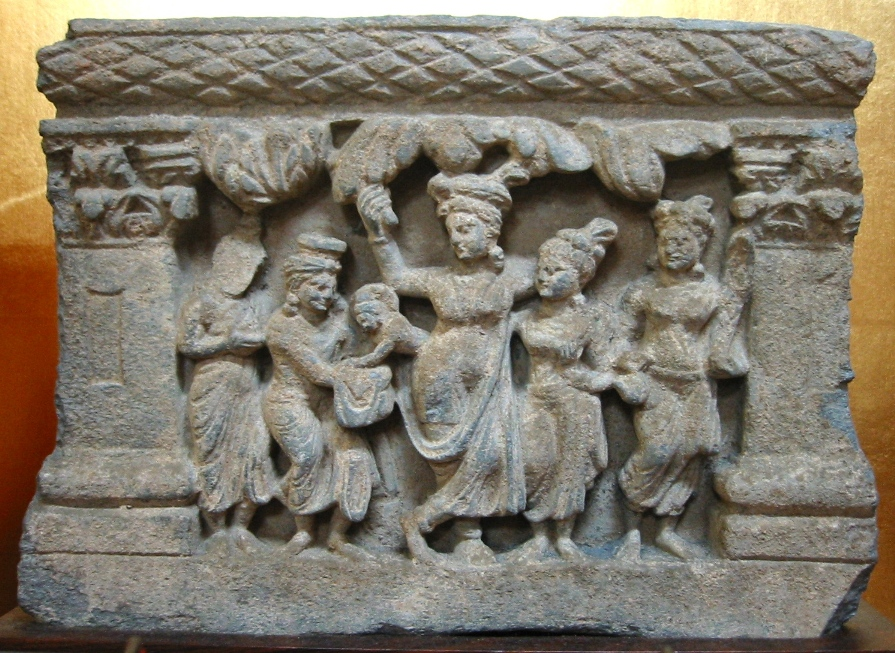
Geburt Buddhas (Relief aus Gandhara, 2./3. Jh. n. Chr.)

Maya (manchmal auch Māyā) war – der buddhistischen Überlieferung zufolge – die leibliche Mutter Buddhas. Sie wird auch als Mahamaya („Große Maya“) oder Mayadevi („Königin Maya“, „Göttin Maya“) bezeichnet. Im tibetischen Buddhismus lautet ihr Name Gyutrulma. Ihr Name bedeutet so viel wie „Verzauberung“ oder „Illusion“, was mit ihrer außergewöhnlichen Schönheit in Verbindung gebracht wird.

## Überlieferung
Maya war die Gemahlin des Königs Śuddhodana vom Stamm der Shakyas in Kapilavastu und die leibliche Mutter Buddhas. Nachdem der Ehe mit König Śuddhodana 20 Jahre lang keine Kinder beschieden waren, träumte Maya in einer Vollmondnacht, dass sie von himmlischen Geistern (devas) zu einem See in den Bergen des Himalaya entführt werde; nach einem Bad im See sei sie von den devas in himmlische Gewänder gekleidet, mit kostbarem Parfum besprüht und mit Blütenblättern bestreut worden. Im Schlaf sei ihr ein weißer Elefant mit einer Lotosblüte am Stoßzahn erschienen, der sie dreimal umkreist hätte und dann durch ihre rechte Seite in sie eingedrungen sei. Später sei der Elefant verschwunden, doch nach dem Erwachen habe sie gewusst, dass ihr etwas ganz Besonderes widerfahren sei, denn Elefanten – speziell weiße – gelten in Asien als Verkörperungen bzw. als Symbole von Macht und Auserwähltsein.
Nach zehnmonatiger Schwangerschaft soll sie eine Reise zu ihrem Elternhaus nach Devadaha angetreten haben, um dort zu entbinden, doch bereits auf halbem Weg dorthin habe sie bei der heutigen Stadt Lumbini (Nepal) – stehend und sich an den Zweigen eines Salbaumes (Shorea robusta), der in alten Schriften häufig mit einem Ashoka-Baum (Saraca asoca) verwechselt wurde, festhaltend – einen Sohn, dem man den Namen Siddhartha gab, geboren. Gemäß der Überlieferung soll die Geburt durch die rechte Seite Mayas erfolgt sein; sieben Tage nach der Geburt starb sie. Dies alles geschah nach buddhistischer Überlieferung im Jahre 563 v. Chr. (diese Datierung ist allerdings bereits vor geraumer Zeit in Frage gestellt worden). Ihr Sohn wurde von ihrer Schwester Mahapajapati Gotami aufgezogen, die auch die zweite Ehefrau König Śuddhodanas wurde.
Nachdem Siddharta die Erleuchtung erlangt hatte und zum Buddha (Sanskrit: „Erwachter“ oder „Erleuchteter“) geworden war, habe er seine Mutter drei Monate lang im Himmel besucht, ihr Respekt erwiesen und sie in der Lehre des Dharma unterwiesen.

## Buddhismus und Christentum
Die christliche und die buddhistische Überlieferung haben gewisse Parallelen in Bezug auf die jungfräuliche Empfängnis, die Geburt des Sohnes auf einer Reise und die – durch Legendenbildung oder von den Evangelisten Matthäus (Mt 1,1-17 ) und Lukas (Lk 3,23-38 ) selbst konstruierte – königliche Abstammung. Doch es gibt auch deutliche Unterschiede – z. B. verstarb Maria nicht nach der Geburt ihres göttlichen Sohnes.

## Griechische und römische Mythologie
Erwähnenswert ist überdies die Namensgleichheit zu Maia, der des Nachts von Zeus geschwängerten Mutter des griechischen Götterboten Hermes. Auch eine römische Fruchtbarkeitsgöttin trägt den Namen Maia.